# Baptiste Martin
Pour les articles homonymes, voir Martin.
Baptiste Martin, né le 14 mai 1985 à Troyes est un footballeur français, qui évolue au poste de défenseur central, qui est aussi capable de dépanner en position d'arrière droit.

## Carrière
Du 17 au 20 février 2003, il participe à un stage de détection avec l'équipe de France des moins de 18 ans, au CTNFS à Clairefontaine, aux côtés notamment de Lassana Diarra, Mohamed Sissoko et Yannick Cahuzac.
À 19 ans, il débute en CFA 2 puis rejoint très vite la CFA d'Auxerre. À l'âge de 20 ans, il intègre le groupe pro et Jacques Santini le lance en Ligue 1 le 6 août 2005 lors de la 2e journée du championnat de France avec un déplacement de l'AJA à Monaco. Lors de l'été 2008, il est prêté une saison au Clermont Foot en Ligue 2.
En 2010 il s'engage avec Courtrai dans le championnat de Belgique. Après une première saison intéressante où il a joué 21 matchs, il est régulièrement titulaire et en janvier 2012 prolonge son contrat jusqu'en juin 2014.
Le 12 juin 2014, Baptiste Martin signe un contrat de trois ans avec le Clermont Foot.

## Clubs
- 2003-2010 :  AJ Auxerre
  - 2008-2009 :  Clermont Foot (prêt)
- 2010-2014 :  KV Courtrai
- 2014-2017 :  Clermont Foot
- 2018-2020 : CS Volvic
- 2020 : US Mours St-Eusebe

## Palmarès
- Vainqueur du Tournoi de Toulon en 2005 et 2006 avec l'équipe de France espoirs